# Hernán Lopes
Hernán Ezequiel Lópes (n. Lomas de Zamora, Buenos Aires, Argentina; 28 de marzo de 1991) es un futbolista argentino nacionalizado paraguayo. Se desempeña como defensa en el Águilas Doradas de la Categoría Primera A de Colombia.

## Trayectoria
Arrancó su carrera deportiva en el Club Atlético Lanús, donde jugó un solo partido en 2010, en tanto que luego pasó a Atlanta (2011/2013), con 45 partidos y sin goles. Luego, jugó en Estudiantes de Buenos Aires (2014/2015), con 44 cotejos y cinco tantos. 
Posteriormente recaló en Deportes Iquique (2015/2018), con 89 duelos, con dos conversiones. Recaló en Guaraní de Paraguay (2019/2020), con nueve encuentros (no anotó). 
Jugó en la Primera Nacional con San Martín de Tucumán (2021 y 2022), con 34 presentaciones y dos tantos, para luego desembarcar en Unión La Calera de Chile (2023), con 17 partidos y una conquista.
En 2024 vuelve a la Argentina para jugar en la Primera Nacional para Colón de Santa Fé.
En enero de 2025, firmó contrato con Club Atlético San Martín (San Juan), el equipo cuyano acaba de ascender a la Primera División de Argentina y busca con la llegada de Hernán Lópes tener un defensa sólida.

## Estadísticas

### Clubes
| C. A. Lanús Argentina                                                                                               | 1.ª           | 2009-10       | 1   | —  | — | Inexistentes | Inexistentes | Inexistentes | —            | —            | —            | 1   | 0  | 0 |
| C. A. Lanús Argentina                                                                                               | 1.ª           | 2010-11       | —   | —  | — | Inexistentes | Inexistentes | Inexistentes | —            | —            | —            | 0   | 0  | 0 |
| C. A. Lanús Argentina                                                                                               | Total club    | Total club    | 1   | 0  | 0 | 0            | 0            | 0            | 0            | 0            | 0            | 1   | 0  | 0 |
| C. A. Atlanta Argentina                                                                                             | 2.ª           | 2011-12       | 7   | —  | — | 2            | —            | —            | Inaccesibles | Inaccesibles | Inaccesibles | 9   | 0  | 0 |
| C. A. Atlanta Argentina                                                                                             | 3.ª           | 2012-13       | 36  | —  | — | —            | —            | —            | Inaccesibles | Inaccesibles | Inaccesibles | 36  | 0  | 0 |
| C. A. Atlanta Argentina                                                                                             | Total club    | Total club    | 43  | 0  | 0 | 2            | 0            | 0            | 0            | 0            | 0            | 45  | 0  | 0 |
| C. S. y D. Flandria Argentina                                                                                       | 3.ª           | 2013-14       | 33  | 1  | — | —            | —            | —            | Inaccesibles | Inaccesibles | Inaccesibles | 33  | 1  | 0 |
| C. S. y D. Flandria Argentina                                                                                       | Total club    | Total club    | 33  | 1  | 0 | 0            | 0            | 0            | 0            | 0            | 0            | 33  | 1  | 0 |
| Estudiantes (BA) Argentina                                                                                          | 3.ª           | 2014          | —   | —  | — | —            | —            | —            | Inaccesibles | Inaccesibles | Inaccesibles | 0   | 0  | 0 |
| Estudiantes (BA) Argentina                                                                                          | 3.ª           | 2015          | 41  | 5  | — | 3            | —            | —            | Inaccesibles | Inaccesibles | Inaccesibles | 44  | 5  | 0 |
| Estudiantes (BA) Argentina                                                                                          | Total club    | Total club    | 41  | 5  | 0 | 3            | 0            | 0            | 0            | 0            | 0            | 44  | 5  | 0 |
| Deportes Iquique · Chile                                                                                            | 1.ª           | 2015-16       | 14  | —  | — | —            | —            | —            | —            | —            | —            | 14  | 0  | 0 |
| Deportes Iquique · Chile                                                                                            | 1.ª           | 2016-17       | 27  | 1  | 1 | 4            | 1            | —            | —            | —            | —            | 31  | 2  | 1 |
| Deportes Iquique · Chile                                                                                            | 1.ª           | 2017          | 13  | —  | — | 2            | —            | —            | 7            | —            | 1            | 22  | 0  | 1 |
| Deportes Iquique · Chile                                                                                            | 1.ª           | 2018          | 20  | —  | — | 2            | —            | —            | —            | —            | —            | 22  | 0  | 0 |
| Deportes Iquique · Chile                                                                                            | Total club    | Total club    | 74  | 1  | 1 | 8            | 1            | 0            | 7            | 0            | 1            | 89  | 2  | 2 |
| Club Guaraní Paraguay                                                                                               | 1.ª           | 2019          | 12  | —  | — | —            | —            | —            | —            | —            | —            | 12  | 0  | 0 |
| Club Guaraní Paraguay                                                                                               | 1.ª           | 2020          | 9   | —  | — | —            | —            | —            | 3            | —            | —            | 9   | 0  | 0 |
| Club Guaraní Paraguay                                                                                               | Total club    | Total club    | 21  | 0  | 0 | 0            | 0            | 0            | 3            | 0            | 0            | 24  | 0  | 0 |
| San Martín (T) Argentina                                                                                            | 2.ª           | 2021          | 28  | —  | — | —            | —            | —            | Inaccesibles | Inaccesibles | Inaccesibles | 28  | 0  | 0 |
| San Martín (T) Argentina                                                                                            | 2.ª           | 2022          | 33  | 2  | — | 1            | —            | —            | Inaccesibles | Inaccesibles | Inaccesibles | 34  | 2  | 0 |
| San Martín (T) Argentina                                                                                            | Total club    | Total club    | 61  | 2  | 0 | 1            | 0            | 0            | 0            | 0            | 0            | 62  | 2  | 0 |
| Unión La Calera · Chile                                                                                             | 1.ª           | 2023          | 16  | 1  | 0 | 1            | —            | —            | —            | —            | —            | 17  | 1  | 0 |
| Unión La Calera · Chile                                                                                             | Total club    | Total club    | 16  | 1  | 0 | 1            | 0            | 0            | 0            | 0            | 0            | 17  | 1  | 0 |
| Colón de Santa Fé Argentina                                                                                         | 2.ª           | 2024          | 27  | 0  | 1 | 2            | 0            | 0            | Inaccesibles | Inaccesibles | Inaccesibles | 29  | 0  | 1 |
| Colón de Santa Fé Argentina                                                                                         | Total club    | Total club    | 27  | 0  | 1 | 2            | 0            | 0            | 0            | 0            | 0            | 29  | 0  | 1 |
| Total carrera | Total carrera | Total carrera | 317 | 10 | 2 | 17           | 1            | 0            | 10           | 0            | 1            | 344 | 11 | 3 |
| (1) Incluye datos de la Copa Argentina y Copa Chile. (2) Incluye datos de la Copa Libertadores y Copa Sudamericana. |               |               |     |    |   |              |              |              |              |              |              |     |    |   |